# Ignaz Vanotti
Ignaz Vanotti (* 21. Juli 1798 in Überlingen; † 9. Juli 1870 in Konstanz) war ein deutscher Jurist und Verleger im Vormärz.

## Leben
Als Sohn eines Kaufmanns geboren, besuchte Vanotti das Gymnasium in Konstanz und studierte ab dem WS 1816/17 Rechtswissenschaften in Freiburg im Breisgau. Während seines Studiums wurde er 1818 Mitglied der Alten Freiburger Burschenschaft.
Nach seinem Studium arbeitete er als Anwalt, zuerst in Stockach, ab 1828 als Hofgerichtsadvokat am Hofgericht Meersburg und ab 1835 in Konstanz. 
Er war ein Mitglied des Bürgermuseums, einer Zusammenkunft des liberalen Wirtschafts- und Bildungsbürgertums in Konstanz. Er war Gründungsmitglied der Bodensee-Dampfschiffahrtsgesellschaft. Vanotti unterstützte die Kinzigtal-Bodensee-Eisenbahn.
Im Vormärz war er Herausgeber und Verleger radikaldemokratischer Zeitungen und Bücher. In Kreuzlingen gründete und betrieb er von 1838 bis 1847 den Verlag Belle-Vue, der unter anderem den Leuchtthurm, ein politisches Tageblatt für Deutschland und die Schweiz und dessen Nachfolger die Deutsche Volkshalle herausgab. Er gab auch Wilhelm Obermüllers Gütergleichgewicht und Schriften von Jacob Venedey (Der Rhein, Dom zu Köln und John Hampden) heraus, ebenso wie das 1844 von Julius T. Alban verfasste Drama Julius Rubner, in welchem es um den Frankfurter Wachensturm von 1833 ging. Nachdem er sein gesamtes Vermögen in den Verlag gesteckt hatte, musste Vanotti 1846 Konkurs anmelden.
1842 baute er in Kreuzlingen die Villa Belle-Vue, welche die Badische Regierung als Treffpunkt regierungsfeindlicher Aktivitäten ausmachte. Nach der Revolution von 1848 konnte Vanotti 1849 in die Schweiz fliehen und wurde am 27. März 1850 vom Hofgericht Konstanz in Abwesenheit wegen Hochverrat zu neun Jahren Zuchthaus verurteilt. 1849 war er vermutlich für kurze Zeit in Amerika. Er lebte im Exil in Emmishofen, dann in Luzern. 1861 wurde er begnadigt und er konnte in Pforzheim wieder als Rechtsanwalt tätig werden. 1870 kehrte er nach Konstanz zurück, wo er kurz darauf starb.